# Birmingham Grand Prix 2016
Navigation
Édition précédente Édition suivante
L'édition 2016 du Birmingham Grand Prix se déroule le 5 juin 2016 à l'Alexander Stadium de Birmingham, au Royaume-Uni. Il constitue la sixième étape de la Ligue de diamant 2016.

## Résultats

### Hommes
| Rang | Athlète          | Temps        | Points |
| ---- | ---------------- | ------------ | ------ |
| 1    | Andre De Grasse  | 20 s 16 (SB) | 10     |
| 2    | Alonso Edward    | 20 s 17      | 6      |
| 3    | Sean McLean      | 20 s 24      | 4      |
| 4    | Churandy Martina | 20 s 43      | 3      |
| 5    | Ameer Webb       | 20 s 62      | 2      |
| 6    | Isiah Young      | 20 s 65      | 1      |

| Rang | Athlète              | Temps        | Points |
| ---- | -------------------- | ------------ | ------ |
| 1    | Kirani James         | 44 s 23 (MR) | 10     |
| 2    | Isaac Makwala        | 44 s 97      | 6      |
| 3    | Vernon Norwood       | 45 s 08      | 4      |
| 4    | Matthew Hudson-Smith | 45 s 13 (SB) | 3      |
| 5    | Bralon Taplin        | 45 s 25      | 2      |
| 6    | Baboloki Thebe       | 45 s 54      | 1      |

| Rang | Athlète           | Temps                 | Points |
| ---- | ----------------- | --------------------- | ------ |
| 1    | Asbel Kiprop      | 3 min 29 s 33 (WL,MR) | 10     |
| 2    | Abdalaati Iguider | 3 min 33 s 10         | 6      |
| 3    | Nicholas Willis   | 3 min 34 s 29         | 4      |
| 4    | Vincent Kibet     | 3 min 34 s 60 (SB)    | 3      |
| 5    | James Magut       | 3 min 35 s 18 (SB)    | 2      |
| 6    | Ryan Gregson      | 3 min 35 s 50         | 1      |

| Rang | Athlète             | Temps                | Points |
| ---- | ------------------- | -------------------- | ------ |
| 1    | Conseslus Kipruto   | 8 min 0 s 12 (WL,MR) | 10     |
| 2    | Paul Kipsiele Koech | 8 min 10 s 19 (SB)   | 6      |
| 3    | Barnabas Kipyego    | 8 min 14 s 74        | 4      |
| 4    | Brimin Kipruto      | 8 min 19 s 33 (SB)   | 3      |
| 5    | Jairus Birech       | 8 min 20 s 31        | 2      |
| 6    | Clement Kemboi      | 8 min 21 s 07        | 1      |

| Rang | Athlète            | Marque      | Points |
| ---- | ------------------ | ----------- | ------ |
| 1    | Mutaz Essa Barshim | 2,37 m (WL) | 10     |
| 2    | Erik Kynard        | 2,35 m (SB) | 6      |
| 3    | Zhang Guowei       | 2,32 m      | 4      |
| 4    | Robert Grabarz     | 2,29 m      | 3      |
| 5    | Jaroslav Bába      | 2,26 m (SB) | 2      |
| 5    | Chris Baker        | 2,26 m (SB) | 2      |

| Rang | Athlète          | Marque      | Points |
| ---- | ---------------- | ----------- | ------ |
| 1    | Marquise Goodwin | 8,42 m      | 10     |
| 2    | Mike Hartfield   | 8,29 m      | 6      |
| 3    | Fabrice Lapierre | 8,21 m      | 4      |
| 4    | Tyrone Smith     | 8,18 m (SB) | 3      |
| 5    | Greg Rutherford  | 8,17 m      | 2      |
| 6    | Damar Forbes     | 8,07 m (SB) | 1      |

| Rang | Athlète           | Marque       | Points |
| ---- | ----------------- | ------------ | ------ |
| 1    | Piotr Małachowski | 67,50 m      | 10     |
| 2    | Robert Harting    | 65,97 m (SB) | 6      |
| 3    | Robert Urbanek    | 64,12 m      | 4      |
| 4    | Philip Milanov    | 63,75 m      | 3      |
| 5    | Rodney Brown      | 63,50 m      | 2      |
| 6    | Benn Harradine    | 62,10 m (SB) | 1      |

### Femmes
| Rang | Athlète           | Temps   | Points |
| ---- | ----------------- | ------- | ------ |
| 1    | English Gardner   | 11 s 02 | 10     |
| 2    | Dafne Schippers   | 11 s 09 | 6      |
| 3    | Tianna Bartoletta | 11 s 11 | 4      |
| 4    | Dina Asher-Smith  | 11 s 22 | 3      |
| 5    | Ashleigh Nelson   | 11 s 24 | 2      |
| 6    | Simone Facey      | 11 s 24 | 1      |

| Rang | Athlète            | Temps              | Points |
| ---- | ------------------ | ------------------ | ------ |
| 1    | Francine Niyonsaba | 1 min 56 s 92 (MR) | 10     |
| 2    | Rénelle Lamote     | 1 min 58 s 01 (PB) | 6      |
| 3    | Melissa Bishop     | 1 min 58 s 48 (SB) | 4      |
| 4    | Lynsey Sharp       | 1 min 59 s 29      | 3      |
| 5    | Marina Arzamasova  | 1 min 59 s 97      | 2      |
| 6    | Chanelle Price     | 2 min 0 s 80 (SB)  | 1      |

| Rang | Athlète           | Temps               | Points |
| ---- | ----------------- | ------------------- | ------ |
| 1    | Vivian Cheruiyot  | 15 min 12 s 79      | 10     |
| 2    | Mercy Cherono     | 15 min 12 s 85      | 6      |
| 3    | Janet Kisa        | 15 min 19 s 48      | 4      |
| 4    | Haftamnesh Tesfay | 15 min 24 s 04      | 3      |
| 5    | Eloise Wellings   | 15 min 26 s 19      | 2      |
| 6    | Genevieve LaCaze  | 15 min 27 s 13 (PB) | 1      |

| Rang | Athlète            | Temps        | Points |
| ---- | ------------------ | ------------ | ------ |
| 1    | Kendra Harrison    | 12 s 46 (MR) | 10     |
| 2    | Brianna Rollins    | 12 s 57      | 6      |
| 3    | Kristi Castlin     | 12 s 75      | 4      |
| 4    | Dawn Harper Nelson | 12 s 78 (SB) | 3      |
| 5    | Tiffany Porter     | 12 s 86      | 2      |
| 6    | Nia Ali            | 12 s 95      | 1      |

| Rang | Athlète           | Temps        | Points |
| ---- | ----------------- | ------------ | ------ |
| 1    | Cassandra Tate    | 54 s 57 (SB) | 10     |
| 2    | Eilidh Doyle      | 54 s 57      | 6      |
| 3    | Georganne Moline  | 54 s 63      | 4      |
| 4    | Dalilah Muhammad  | 54 s 75      | 3      |
| 5    | Kemi Adekoya      | 55 s 28      | 2      |
| 6    | Joanna Linkiewicz | 55 s 41      | 1      |

| Rang | Athlète                | Marque      | Points |
| ---- | ---------------------- | ----------- | ------ |
| 1    | Yarisley Silva         | 4,84 m (WL) | 10     |
| 2    | Ekateríni Stefanídi    | 4,77 m (PB) | 6      |
| 3    | Nicole Büchler         | 4,77 m      | 4      |
| 4    | Fabiana Murer          | 4,70 m (SB) | 3      |
| 5    | Wilma Murto            | 4,50 m (PB) | 2      |
| 6    | Nikoléta Kiriakopoúlou | 4,50 m      | 1      |

| Rang | Athlète               | Marque       | Points |
| ---- | --------------------- | ------------ | ------ |
| 1    | Olga Rypakova         | 14,61 m (SB) | 10     |
| 2    | Caterine Ibargüen     | 14,56 m      | 6      |
| 3    | Olha Saladukha        | 14,40 m (SB) | 4      |
| 4    | Kimberly Williams     | 14,36 m      | 3      |
| 5    | Paraskeví Papahrístou | 14,26 m      | 2      |
| 6    | Liadagmis Povea       | 13,92 m      | 1      |

| Rang | Athlète                   | Marque       | Points |
| ---- | ------------------------- | ------------ | ------ |
| 1    | Tia Brooks                | 19,73 m (PB) | 10     |
| 2    | Valerie Adams             | 19,63 m      | 6      |
| 3    | Cleopatra Borel           | 18,78 m (SB) | 4      |
| 4    | Anita Márton              | 18,41 m      | 3      |
| 5    | Jillian Camarena-Williams | 17,74 m      | 2      |
| 6    | Brittany Smith            | 16,82 m      | 1      |

| Rang | Athlète             | Marque       | Points |
| ---- | ------------------- | ------------ | ------ |
| 1    | Madara Palameika    | 65,68 m (SB) | 10     |
| 2    | Kathryn Mitchell    | 63,93 m      | 6      |
| 3    | Linda Stahl         | 61,62 m      | 4      |
| 4    | Christina Obergföll | 61,27 m      | 3      |
| 5    | Elizabeth Gleadle   | 61,00 m      | 2      |
| 6    | Brittany Borman     | 58,76 m      | 1      |

## Légende
Records et Performances
- AR : Record continental (area record)
- CR : Record des championnats (championship record)
- MR : Record du meeting (meet record)
- NR : Record national (national record)
- OR : Record olympique (olympic record)
- PR : Record paralympique (paralympic record)
- PB : Record personnel (personal best)
- SB : Meilleure performance personnelle de la saison (season's best)
- WL : Meilleure performance mondiale de l'année (world leader)
- WJR : Record du monde junior (world junior record)
- WR : Record du monde (world record)

Circonstances et Conditions
- DNF : N'a pas terminé (did not finish)
- DNS : N'a pas pris le départ (did not start)
- DQ : Disqualification (disqualification)
- NM : Aucun essai valable enregistré (No Mark)
- Q : Qualifié « directement » au prochain tour (ou à la prochaine compétition), lors d'une compétition majeure, grâce au classement ou à la réalisation des minima (automatic qualifier)
- q : Qualifié au prochain tour (ou à la prochaine compétition), lors d'une compétition majeure, grâce au repêchage ou à la réalisation de l'une des meilleures performances parmi celles des « non qualifiés directement » (grâce au meilleur temps ou à la meilleure distance par exemple) (secondary qualifier)